# 大嘴乌鸦
大嘴乌鸦（学名：Corvus macrorhynchos）又名巨嘴鸦，为鴉科鴉属的一種。俗称老鸦、老鸹，通称乌鸦。

## 生态环境
大嘴乌鸦对生活环境甚不挑剔，无论山区平原均可见到，尤其近人，常见于田野、居民点附近，喜结群活动于城市、郊区等适宜的环境。近年来由于各大城市的热岛效应、垃圾围城等环境问题的影响，大嘴乌鸦在城市中极常见，以路旁、公园中的高大乔木为落脚点。

## 食物
大嘴乌鸦是杂食性鸟类，垃圾、腐尸、昆虫、植物种子、魚、甚至青蛙蟾蜍都出现在它们的食谱中。

## 分布地域
大嘴乌鸦主要分布于亚洲东部地区，贝加尔湖以东的广泛地区、库页岛、台灣、日本列岛、中国大陸、中南半岛、菲律宾、印度尼西亚群岛、南亚次大陆均有本物种分布。

## 辨識特征
在雀形目中，大嘴乌鸦是体形最大的几个物种之一，成年的大嘴乌鸦体长約在 46 至 59 公分間，这一长度甚至大过了许多猛禽。大嘴乌鸦雌雄同形同色，通体漆黑，无论是喙、虹膜还是双足均是饱满的黑色；但细看大嘴乌鸦的体羽并非漆黑一团，除头顶、后颈和颈侧之外的其他部分羽毛，多少都带有一些显蓝色、紫色和绿色的金属光泽，顺光或侧光观察本物种，能明显地看出这些精彩的金属光泽。与形态近似的同属鸟类小嘴乌鸦和秃鼻乌鸦相比较，本物种喙显得非常粗壮，额头特别突出，颇有人们所谓“奔头”的韵味，在栖止状态下，这一点是辨识本物种的重要依据。

### 亞種

各亚种的分布地

根據目前各學者的說法總合，本種至少有 11 個亞種，可能是因為形態與基因上的不同造成此結果，目前已經確認的亞種有 3 亞種，分別如下（依命名年份排列）：
- 馬來巨嘴鴉  Wagler, 1827：指名亞種
- 叢林鴉  Lesson, 1831
- 印度巨嘴鴉  Sykes, 1832

而尚未確認的亞種包括：
- 日本巨嘴鴉  Bonaparte, 1850
- 菲律宾巨嘴鴉  （Bonaparte, 1853）
- 西藏巨嘴鴉  Adam, 1859
- 台灣巨嘴鴉  （Swinhoe, 1864）[註 1]
- 長巨嘴鴉  Ogawa, 1905
- 東北巨嘴鴉  Buturlin, 1913
- 琉球巨嘴鴉 （Stresemann, 1916）
- 青藏巨嘴鴉  Kleinschmidt & Weigold, 1922

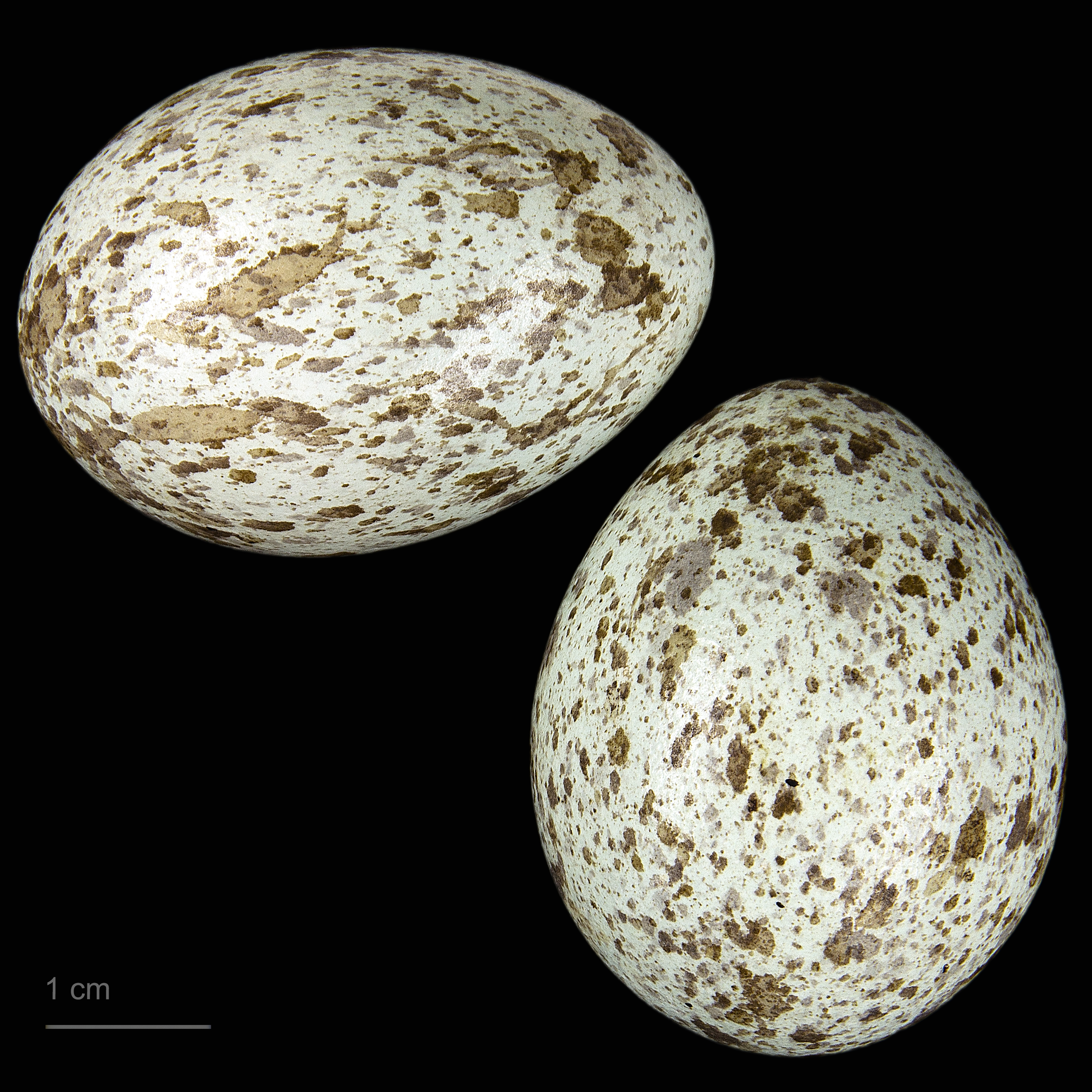
卵 Corvus macrorhynchos

## 繁殖与保护
大嘴乌鸦的繁殖开始于每年的3月间，在南方地区可能更早，筑巢于高大乔木上，每年都要搭造新巢，有时新巢会搭建在旧巢之上，形成一巢落一巢的“楼房”；巢的主体结构以枯枝搭建，用黏土作为黏合剂，内垫柔软材料，在城市中筑巢的大嘴乌鸦有时也会选择废钢条作为巢材；每巢产卵3－5枚卵天蓝色，被褐色斑点，孵化期15天。
大嘴乌鸦未被列入保护，由于某些城市存在着严重的热岛效应、垃圾围城等环境问题，造就了非常适宜本物种繁殖的环境，且本物种智力水平极高，能很好地适应城市生活，据观察他们能够轻松学会打开密封垃圾袋的技术，还懂得利用马路上的滚滚车流来帮助他们打开坚硬的果壳，有的个体甚至能够看懂交通信号灯，高度的适应性和适宜的环境造成本物种的过度增长，在很多城市本物种和小嘴乌鸦一起构成了严重的城市乌鸦问题。